# Pitos

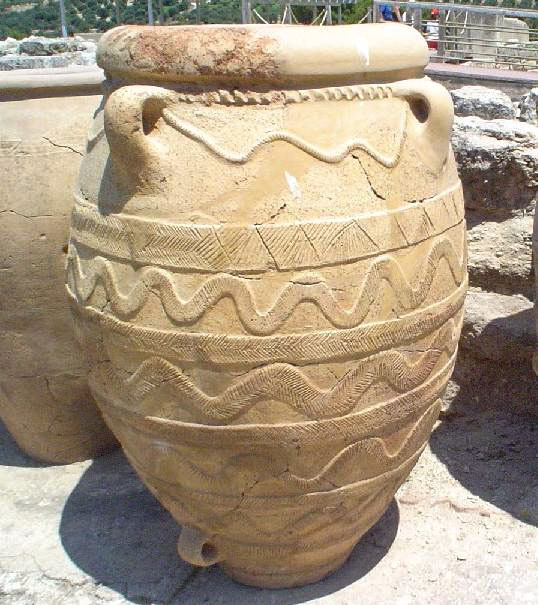
Pitos del jaciment minoic de Cnossos

Un pitos, o pithos (del grec πίθος), és una gerra gran de forma ovoïdal i panxuda que s'utilitzava per conservar-hi en teoria qualsevol cosa però, sobretot, cereals i oli. Fabricats la gran majoria de ceràmica, amb una decoració tosca, podien ser de gran grossària i també d'una altura superior a la humana.
Atuell típic de la civilització minoica, se'n van trobar desenes entre les restes del Palau de Cnossos o al jaciment d'Akrotiri (Santorí), però també al jaciment submarí d'Uluburun, per la qual cosa es pot certificar que també es feia servir per al transport de mercaderies.
Amb aquest nom també es coneixen els grans vasos ceràmics utilitzats pels fenicis per a l'emmagatzematge i transport de mercaderies. Són de forma esfèrica o ovoide, amb la boca ampla, i poden portar de dues a quatre nanses, geminades i de secció circular.
La seva decoració és variada i inclou des de bandes pintades amb engalba vermella, emmarcades en línies negres, fins a simples línies horitzontals de color negre. Tant el tipus de decoració com la seva forma es van difondre ràpidament entre els poblats indígenes mediterranis.
Els pitos van esdevenir uns atuells molt comuns als poblats fenicis; també es van utilitzar a les necròpolis per dipositar-hi les restes calcinades dels éssers difunts. També l'antiga cultura ibèrica d'El Argar usava pitos com a forma de sepultura en la fase B (1500-1300 aC).